# اکایوکان
اکایوکان (به اسپانیایی: Acayucan) در مکزیک است که در وراکروس واقع شده‌است.

## خصوصیات
اکایوکان ۸۳٬۸۱۷ نفر جمعیت دارد و ۱۰۰ متر بالاتر از سطح دریا واقع شده‌است.